# Flugverbotszone

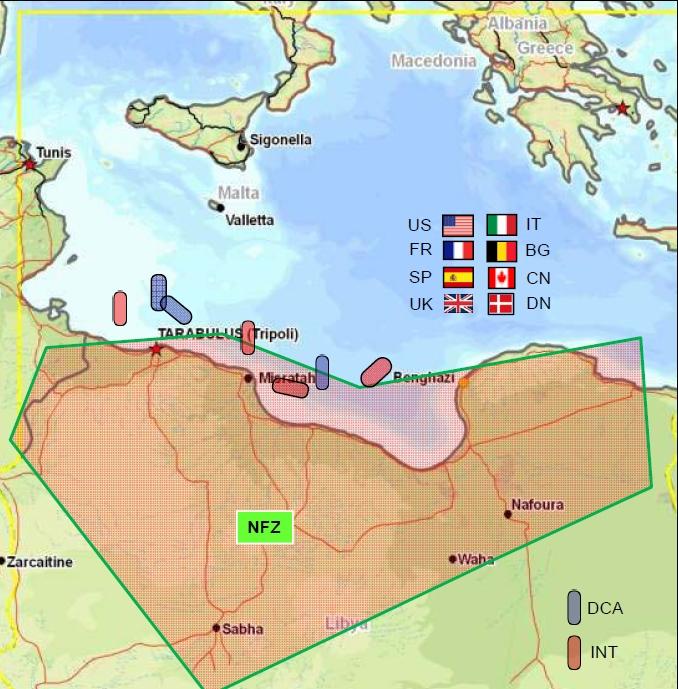
US-Karte zur Flugverbotszone (NFZ) in Libyen 2011

Eine Flugverbotszone (englisch no-fly zone, kurz NFZ) ist ein Luftraum, in dem aus militärischen Gründen sämtliche Flugbewegungen von Luftfahrzeugen verboten sind. Ausnahmen können beispielsweise zur Durchsetzung des Flugverbots und für humanitäre Zwecke vorgesehen werden.
Lufträume, die ein Staat über dem eigenen Hoheitsgebiet für Flüge restringiert (z. B. wegen militärischer Operationen, aus Sicherheitsgründen, bei politischen Anlässen), bezeichnet man dagegen als Luftsperrgebiete bzw. Flugbeschränkungsgebiete.
Drohnenhersteller bezeichnen Lufträume, die für die bemannte Luftfahrt gekennzeichnet sind, ebenfalls als Flugverbotszonen für UAV (Drohnen) und UAS (Drohnensysteme).

## Völkerrechtliche Grundlage
Nach Kapitel VII der Charta der Vereinten Nationen ist die Einrichtung von Flugverbotszonen eine der möglichen Interventionsmaßnahmen zur Erzwingung des Friedens. Aus Sicht des Völkerrechtes stellen sie einen schwerwiegenden Eingriff in die Souveränität eines Staates dar und müssen daher vom Sicherheitsrat der Vereinten Nationen beschlossen werden.

## Durchsetzung
Flugverbotszonen gehören nicht zum Einsatzspektrum der Krisenreaktionskräfte der Europäischen Union. Die NATO Response Force dagegen verfügt über alle notwendigen Fähigkeiten, einschließlich einer maritimen Komponente in Form einer Flugzeugträgerkampfgruppe.
Bei NATO-Operationen zur Durchsetzung einer NFZ wird der Luftraum mit Hilfe von AWACS-Flugzeugen überwacht. Bei Verletzung der Flugverbotszone durch Flugzeuge versuchen die Überwacher zuerst Funkkontakt herzustellen. Falls dieser scheitert, ergreifen sie Maßnahmen der militärischen Flugabwehr: Abfangjäger starten, identifizieren das Flugzeug, prüfen es auf terroristische oder militärische Absichten und schießen es falls befohlen ab.
In der Praxis will man bei einer Flugverbotszone oft auch Bewegungen militärischer Bodenfahrzeuge verhindern. Dies wird dann als Fahrverbotszone (englisch no-drive zone, kurz NDZ) bezeichnet.

### Beispiele und Probleme
Flugverbote bzw. Flugverbotszonen, die nicht vom Einsatz von Bodentruppen begleitet sind, haben nur begrenzten militärischen Wert. In Bosnien konnte die Flugverbotszone das Massaker von Srebrenica nicht verhindern. Im Kosovokrieg nutzten Serben 1999 die NATO-Luftangriffe sogar als Vorwand, um in Verbindung mit dem Kampf gegen die UÇK die ethnische Säuberung der Kosovo-Albaner zu verstärken.
Während des Bürgerkrieges in Syrien forderten verschiedene Gruppen und Politiker zu verschiedenen Zeitpunkten des Konfliktes Flugverbotszonen. Als am Jahresanfang 2016 Truppen der syrischen Regierung und Verbündete mithilfe der russischen Luftwaffe radikalislamistische und gemäßigte Kämpfer gleichermaßen in den Gebieten nahe der türkischen Grenze unter Druck setzten, wobei es zu erheblichen Opfern unter der Zivilbevölkerung kam, wurde die Forderung von Präsidentschaftskandidatin Clinton und Kanzlerin Merkel erneut erhoben. Analysten wiesen auf bedeutende Risiken der Idee hin:
- Zwischenfälle mit russischen und NATO-Flugzeugen mit der Gefahr eines weltweiten Krieges[7]
- Fehlverhalten von Oppositionskämpfern oder Terroristen, die die Zone als Erholungsraum und als Ausgangsbasis für Angriffe nutzen könnten. Somit würde die Zone nur dann eine Chance auf Zustimmung im UN-Sicherheitsrat erhalten, wenn sie ausschließlich für Zivilisten vorgesehen ist. Dann wäre aber die lückenlose Bewachung der Grenzen der Zone am Boden durch Truppen unter UN-Mandat innerhalb Syriens nötig, die entsprechende Bewegungen von Kämpfern verhindern. Sollten dennoch Kämpfer Zuflucht in der Zone finden, würde das Land, das die Truppen zur Bewachung stellt, zur Konfliktpartei im Krieg, was wiederum zum globalen Konflikt zwischen der NATO und Russland führen könnte.[7]
- Die Kosten und der Bedarf an Truppen für eine solche Zone wurden vom US-General und ehemaligen Stabschef Martin Dempsey auf 70.000 Soldaten und eine Milliarde Dollar pro Monat geschätzt.[7]

## Beispiele
Bekannt geworden sind die Flugverbotszonen während des Bosnienkrieges (Operation Deny Flight), die Zonen, die nach dem Zweiten Golfkrieg 1991 über dem Irak erklärt wurden (Operation Northern Watch für den Nordirak und Operation Southern Watch über dem Südirak) sowie aufgrund der Resolution 1973 des UN-Sicherheitsrates während des Bürgerkriegs in Libyen 2011 (siehe Internationaler Militäreinsatz in Libyen 2011).
Jahrelange Diskussionen gab es während des Darfur-Konflikts um eine Flugverbotszone über der sudanesischen Provinz Darfur. Die USA und Großbritannien erwogen sie Ende 2006 wegen der wachsenden Gewalt und der vielen zivilen Opfer. „Militärexperten hielten dies auf einem Gebiet mitten in Afrika von der Größe Frankreichs aber nicht für durchsetzbar.“